# Gran Premio Industria e Commercio di Prato 1995
Il Gran Premio Industria e Commercio di Prato 1995, cinquantesima edizione della corsa, si svolse il 17 giugno 1995 su un percorso di 192 km, con arrivo a Prato. Fu vinto dall'italiano Fabrizio Bontempi della Brescialat-Fago davanti ai suoi connazionali Mariano Piccoli e Andrea Tafi.

## Ordine d'arrivo (Top 10)
| Pos. | Corridore         | Squadra                 | Tempo    |
| ---- | ----------------- | ----------------------- | -------- |
| 1    | Fabrizio Bontempi | Brescialat-Fago         | 4h42'18" |
| 2    | Mariano Piccoli   | Brescialat-Fago         |          |
| 3    | Andrea Tafi       | Mapei-GB-Latexco        |          |
| 4    | Stefano Cattai    | ZG Mobili-Selle Italia  |          |
| 5    | Vladislav Bobrik  | Gewiss-Ballan           |          |
| 6    | Denis Zanette     | Aki-Gipiemme            |          |
| 7    | Andrea Ferrigato  | ZG Mobili-Selle Italia  |          |
| 8    | Alberto Elli      | MG Maglificio-Technogym |          |
| 9    | Bruno Cenghialta  | Gewiss-Ballan           |          |
| 10   | Andrea Noè        | Mapei-GB                |          |